# Unión de Socialrevolucionarios Maximalistas
La Unión de Socialrevolucionarios Maximalistas fue un partido político ruso, escindido del Partido Social-Revolucionario durante su primer congreso celebrado a comienzos de 1906.

## Origen
Los maximalistas se oponían a la implantación del socialismo a través de dos etapas como propugnaba el teórico del partido Víctor Chernov y acabó aprobando la mayoría del congreso. Los miembros de esta corriente exigían la expropiación de las fábricas en la primera etapa del proceso, que Chernov dejaba para la segunda y definitiva. Los maximalistas alegaban que el carácter revolucionario del campesinado hacía innecesario el periodo intermedio de gobierno burgués que defendían los socialdemócratas para favorecer el crecimiento del proletariado urbano, única clase revolucionaria según estos. Dado que el proletariado urbano y el campesinado formaban ya la mayoría de la población, los maximalistas creían que el socialismo podía implantarse directamente sin una fase intermedia. Chernov rebatió sus argumentos indicando la debilidad del proletariado urbano en Rusia y defendiendo que el programa de dos fases era más realista que la exigencia de la implantación directa del socialismo tras la caída de la autocracia.

## Formación de un partido separado
La posición maximalista resultó derrotada en las votaciones del congreso, en las que prevaleció la propuesta de Chernov. Los maximalistas decidieron entonces separarse del PSR y crear un nuevo partido político. En enero de 1906, recién terminado el congreso del PSR, se reunieron en una conferencia en la que se decidió la fundación de la nueva formación política que, sin embargo, no se estableció formalmente hasta el otoño.